# Antoniówka (Radom)
Pour les articles homonymes, voir Antoniówka.
Antoniówka (prononciation : [antɔˈɲufka]) est un village polonais de la gmina de Jedlnia-Letnisko dans le powiat de Radom de la voïvodie de Mazovie dans le centre-est de la Pologne.
Il se situe à environ 4 kilomètres à l'ouest de Jedlnia-Letnisko (siège de la gmina), 10 kilomètres au nord-est de Radom (siège du powiat) et à 90 kilomètres au sud de Varsovie (capitale de la Pologne).
Le village compte approximativement une population de 536 habitants en 2014.

## Histoire
De 1975 à 1998, le village appartenait administrativement à la voïvodie de Radom.